# Сіто (абатство)
47°07′41″ пн. ш. 5°05′36″ сх. д. / 47.128055555556° пн. ш. 5.0933333333333° сх. д.
Сіто (фр. Cîteaux, лат. Cistercium) — один з найважливіших і найбагатших монастирів середньовічної Франції; місце заснування ордену цистерціанців, від якого той отримав свою назву. Абатство було засноване в Бургундії у 1098 році святим Робером Молемським. Поруч із ним виникло поселення Сен-Нікола-ле-Сіто (департамент Кот-д'Ор). З 1898 року ченці належать до ордена трапістів.

## Історія

### Заснування

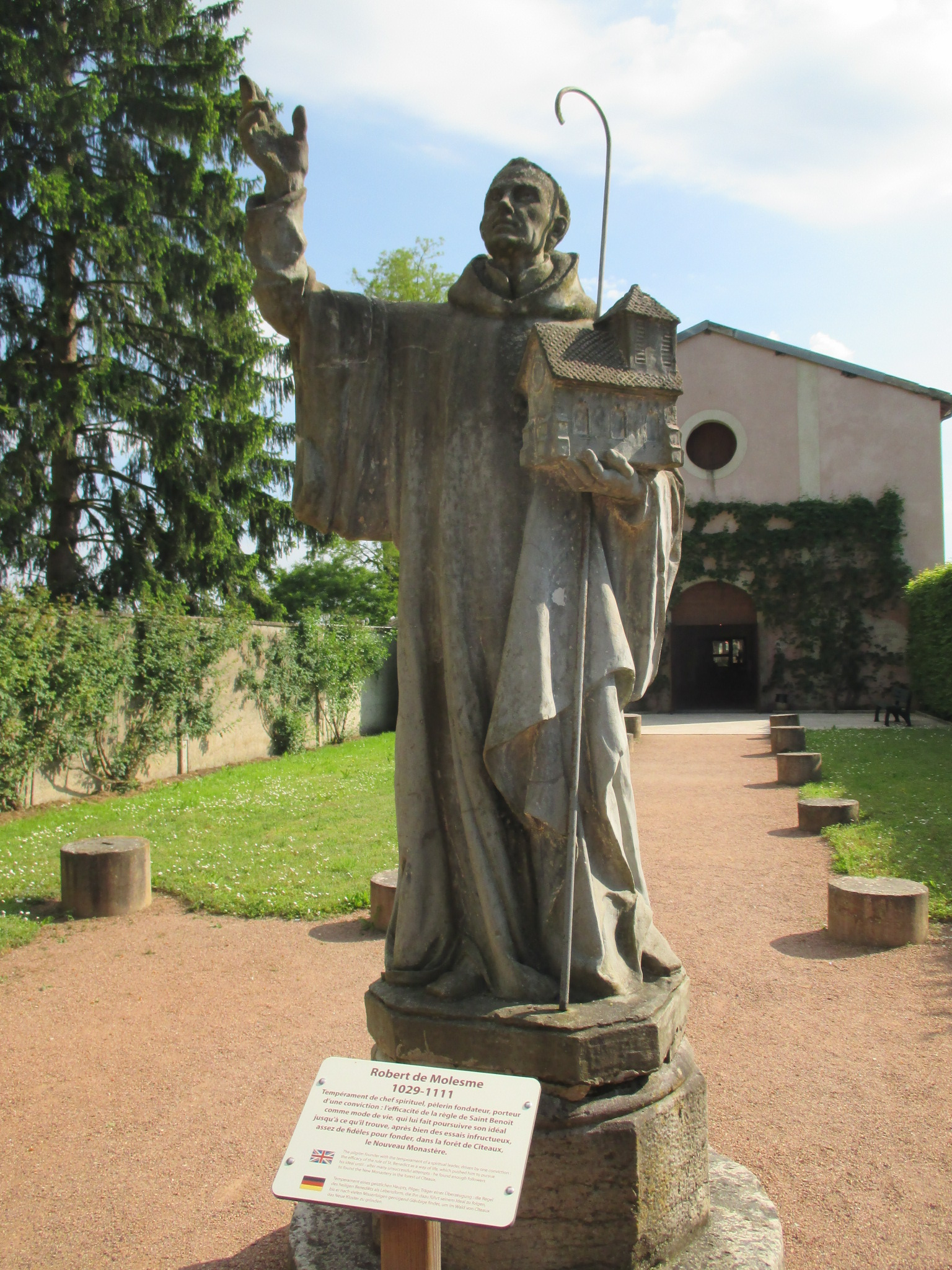
Робер Молемський – засновник монастиря

1098 року Робер Молемський, незадоволений занепадом суворості й благочестя в Молемському монастирі, з дозволу ліонського архієпископа покинув Молем із 20 братами, щоб заснувати нову обитель, де панував би первісний суворий дух західного чернецтва, заснований на суворому дотриманні статуту святого Бенедикта. Віконт міста Бон дарував святому Роберу долину, що належала йому, в глухому лісі на південь від Діжона, де вихідці з Молема і заснували монастир Сіто. За традицією вважається, що монастир був заснований 21 березня. Сіто став першим із монастирів нового ордену, який отримав потім за цим монастирем ім'я цистерціанці. Святий Робер став першим настоятелем Сіто; другий і третій настоятелі монастиря — святий Альберіх і святий Стефан Гардінг — були серед двадцяти осіб, які залишили Молем разом із Робером.

### Розквіт

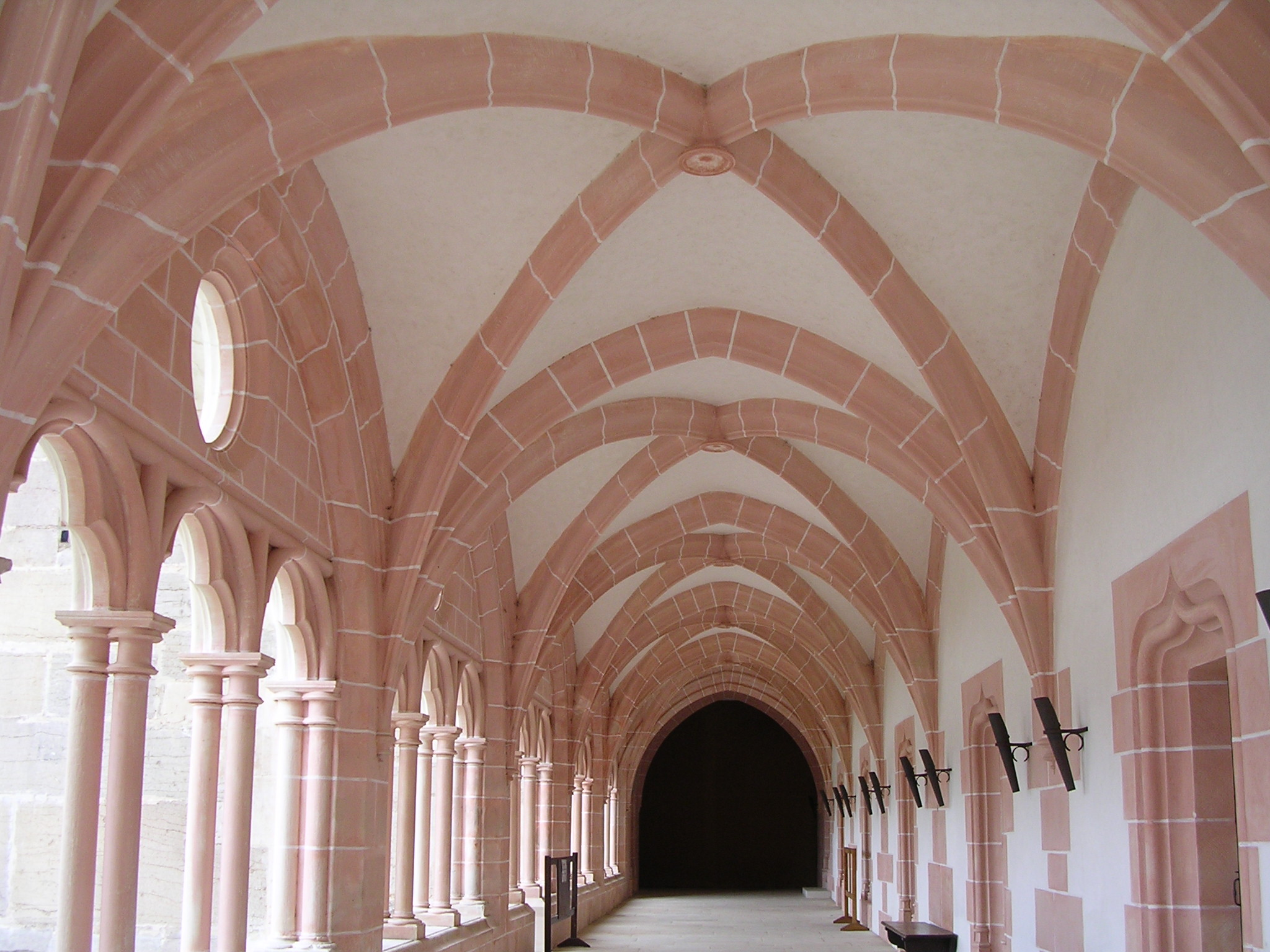
Клуатр

До 1113 року Сіто залишався єдиним монастирем цистерціанців. Двома подіями, що сприяли стрімкому зростанню ордена, стали призначення на посаду настоятеля Сіто діяльного Стефана Гардінга і вступ до лав цистерціанців святого Бернарда в 1112 році. У 1113 і 1114 роках були засновані два перші дочірні монастирі — Лаферте і Понтіньї, а роком пізніше Клерво і Морімон. Написана Стефаном Гардінгом конституція ордену «Carta Caritatis» визначала особливу роль п'яти найстаріших цистерціанських монастирів, їхні настоятелі складали колегію, яка керувала справами ордену. Будівництво монастирської церкви Сіто розпочато у 1140 і закінчено у 1193 році. У церкві поховано чимало герцогів Бургундії, зокрема Еда I.
У XII — XIII століттях цистерціанський орден зазнав бурхливого розвитку завдяки значному внеску в його діяльність святого Бернарда Клервоського. На початку XIII століття цистерціанцям належало близько 300 монастирів, наприкінці того ж століття їх було вже близько 500. Сіто перетворилося на важливий центр християнства в Європі, а його абат на могутню постать. Абат Сіто очолював орден і головував на генеральному капітулі, що збирався щорічно в Сіто; абати найближчих монастирів мали щорічно брати участь у ньому, абати більш віддалених — через більш тривалі проміжки часу. Роль монастиря Сіто для ордену цистерціанців підкреслює їхнє гасло — «Cistercium Mater Nostra» (Сіто — наша мати). Серед видатних особистостей того періоду виділяється філософ та богослов Алан Лілльський, колишній чернець Сіто. У 1244 році Сіто відвідували король Франції Людовік IX Святий та його мати Бланка Кастильська. У XIII столітті проводилися великі роботи з будівництва нових будівель монастиря, який налічував уже кілька сотень ченців та конверзів. Абатство мало скрипторій та велику бібліотеку. В 1480 році бібліотека налічувала близько 1200 манускриптів, з яких до нашого часу дійшло трохи більше 300.
Сіто було великим виробником середньовічних бургундських вин і володіло багатьма найкращими виноградниками. Ченці відбирали найкращі лози, удосконалювали виноробні технології, навчилися визначати найкращі ґрунти та мікроклімат — по суті відкрили значення теруару.

### Занепад і закриття
Під час Столітньої війни монастир занепав, він чотири рази зазнавав набігів і грабежів, у 1360, 1365, 1434 і 1438 роках, але після закінчення війни відновив свій вплив.
На початку XVI століття абатство налічувало близько 200 ченців. 1509 року закінчено будівництво монастирської бібліотеки. Під час релігійних воєн у Франції кінця XVI століття Сіто неодноразово зазнавало спустошення. Його економіка була підірвана. Щоб забезпечити функціонування монастиря, Сіто змушений був розпродувати свої земельні володіння. У XVII столітті Сіто, як і сам цистерціанський орден, поступово хилився до занепаду. Відповіддю на ослаблення звичаїв і загальний занепад у цистерціанських монастирях став рух за цистерціанську реформу, що вилилася в появу в середині XVII століття «Ордена цистерціанців суворого дотримання», згодом відомих як траппісти. До трапістів перейшла значна частина цистерціанських монастирів Франції, але колиска ордену утрималася від реформ. У 1698 році в Сіто залишалося тільки 72 ченці.
Незважаючи на занепад ордену, останній абат Сіто перед Французькою революцією Франсуа Труве задумав низку амбітних будівельних проєктів в абатстві, проте встиг закінчити лише один — будівництво великої житлової будівлі, яка була завершена в 1772 році (архітектор Ленуар) і збереглася до наших днів. Іншим проєктам завадила революція. В 1791 році абатство закрили, а будівлі продали з аукціону. Частину споруд абатства було зруйновано, а каміння використано для будівництва інших будівель. Те, що залишилося, було спершу цукроварнею, потім фаланстером і врешті колонією для неповнолітніх.

### Відродження

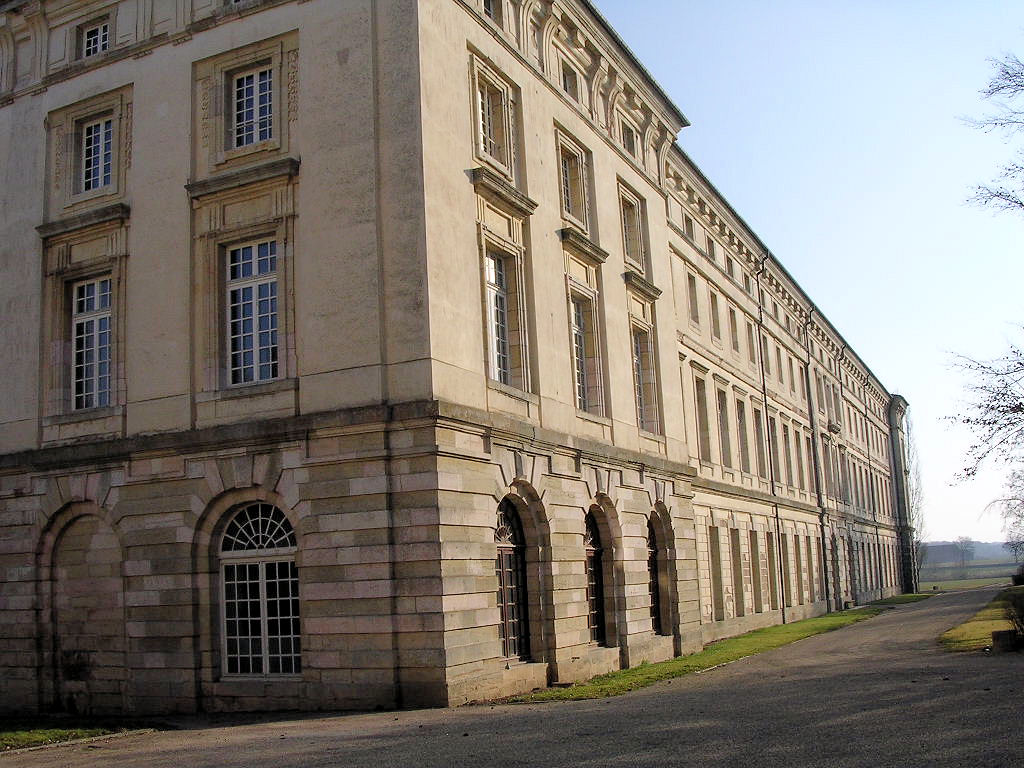
Житловий будинок Ленуара (1772)

У 1898 році залишки абатства викупили, після чого там відновили монастир. Сіто відродили як обитель трапістів — «цистерціанців суворого дотримання», як абатство функціонує по теперішній час.
З історичних будівель абатства Сіто збереглися: бібліотека (XV століття), будівля капітулів (XVII століття), велика житлова будівля (1772), де й живуть зараз ченці абатства. За даними на початок XXI століття братія Сіто налічувала 35 монахів.